# SHIBA-HAMAラジオ
『SHIBA-HAMAラジオ』（シバハマラジオ）は文化放送で、2018年10月2日から2019年3月28日まで放送された生ワイド番組。
この番組では、古典落語の名作となっている「芝浜」がある東京都港区浜松町の文化放送から送る落語家をパーソナリティにしたラジオの生ワイド番組。
文化放送で、落語家がパーソナリティを務める生ワイド番組は2003年10月から2007年3月末まで放送されていた『志の輔ラジオ 土曜がいい!』が終了して以来、11年振りとなる。

## 放送時間
- 火曜 - 金曜 19:00 - 21:00

## パーソナリティ
- 火曜：立川こしら
- 水曜：瀧川鯉八、立川吉笑
- 木曜：柳亭小痴楽、入船亭小辰、西川文野（文化放送アナウンサー）
- 金曜：春風亭昇々、春風亭ぴっかり☆

### 代打パーソナリティ
- 木曜
  - 10月4日：春風亭昇々
- 金曜
  - 10月12日：鷲崎健
  - 11月16日：山本博（ロバート）

※木曜は小痴楽、小辰のスケジュールの都合上、金曜は昇々のスケジュールの都合上による代打である。

## リポーター
- 火曜：立川かしめ

## ゲスト
録音（◇）・電話での登場含む。中継先より登場した者は原則除く。

### 火曜

#### 2018年
- 10月16日：畑亜貴（作詞家）
- 11月6日：bamboo（ゲームブランドOVERDRIVE代表）
- 11月13日：春風亭昇々（金曜パーソナリティ）、オテンキのり（お笑い芸人）、大久保美由紀（仙台のセラピスト）
- 11月20日：立川志ら乃（落語家）
- 12月25日：鈴々舎馬るこ（落語家）、三遊亭萬橘（落語家）、広瀬和生（落語評論家）

#### 2019年
- 1月1日：立川志ら乃（落語家）、三遊亭とむ（落語家）、立川笑二（落語家）、立川志ら門（落語家）
- 1月8日：春風亭ぴっかり☆（金曜パーソナリティ）、高橋ちえ（DJ）
- 1月15日：桂宮治（落語家）
- 1月29日：古川由利奈（声優）、立川志ら門（落語家）
- 2月12日：春風亭一之輔（落語家)
- 2月19日：市橋有里（元マラソン選手）
- 3月5日：立川志ら乃（落語家）
- 3月19日：柳亭小痴楽（木曜パーソナリティ）、立川笑二（落語家）、らく兵（落語家）
- 3月26日：◇立川笑二（落語家）、◇立川寸志（落語家）、◇立川談四楼（落語家）、◇土橋亭里う馬（落語家・落語立川流代表)、 ◇立川志ら乃（落語家）、◇立川談吉（落語家）、◇立川志の太郎（落語家）、◇立川こはる（落語家）、◇立川志らく（落語家）

### 水曜

#### 2018年
- 10月10日：◇江戸家まねき猫（動物ものまね）
- 11月7日：中田敦彦（オリエンタルラジオ） *「裏番組同時生放送」の項参照。
- 12月12日：関根英生（文化放送 放送事業本部副本部長 兼 編成局次長（兼編成制作部長））
- 12月26日：立川こしら（火曜パーソナリティ）、立川かしめ（火曜リポーター）

#### 2019年
- 1月2日：玉川太福（浪曲師）、春風亭昇々（金曜パーソナリティ）
- 1月9日：◇にゃんぞぬ デシ（シンガーソングライター)
- 1月16日：◇古田尚美（落語芸術協会お囃子)
- 2月6日：◇瀧川鯉昇(落語家）、◇立川談笑（落語家）
- 3月27日：春風亭ぴっかり☆（金曜パーソナリティ）、中山うり（シンガー）、◇「シマ」（東京都北区王子の焼鳥屋）の大将と女将さん、◇瀧川鯉昇（落語家）

### 木曜

#### 2018年
- 11月29日：三笑亭夢丸（落語家）

#### 2019年
- 3月28日：春風亭昇々（金曜パーソナリティ）、春風亭ぴっかり☆（金曜パーソナリティ）

### 金曜

#### 2018年
- 10月29日：永塚拓馬（声優）
- 11月16日：山本博（ロバート）、ふくだみゆき（映画監督）
- 11月30日：玉川太福（浪曲師）
- 12月14日：藤原さくら（シンガーソングライター）

#### 2019年
- 2月8日：のん（女優・創作アーチスト）

## 裏番組同時生放送
- 事の発端は水曜の担当パーソナリティであった立川吉笑が偵察として、ニッポン放送で放送されていた『オリエンタルラジオ中田敦彦のオールナイトニッポンPremium』を聴いた所、中田がアパレルを立ち上げたと言うのを聞いた吉笑が衝撃を受け、商品を即購入、着用して放送をしていると言う事がきっかけで裏番組同士で交流が始まり、2018年11月7日の放送では中田が直接電話をかけて出演した他、オールナイトニッポンPremiumの内包番組の放送中に中田が文化放送のスタジオに移動し、同時生放送を行った。

## 終了後
- 当番組は1シーズンのみで終了したが、レギュラー放送終了後、プロ野球中継の無い2019年5月23日の19:30 - 21:30に復活特番として『SHIBA-HAMAラジオ・リターンズ〜みんなの『夢』かなえちゃお〜』を放送。翌2019年度ナイターオフには『みらいブンカ village』の木曜枠として、週1回の後継企画『落語家が、何か面白いこと言ってるよ』を編成した。
- 2020年4月4日より、金曜の担当パーソナリティであった春風亭昇々と春風亭ぴっかり☆が再びコンビを組んで、『昇々・ぴっかり☆ はまきんっサタデー』を土曜5:05 - 5:20に放送している。

## フロート番組
- C型肝炎と肝ガンを考える（ - 2018年12月25日）（火曜 19:40頃）

※2018年10月30日予定分は翌週11月6日にスライドして放送。
※2018年11月6日予定分は11月8日の19:40頃にスライドして放送。
- ドクターメモ（ - 2018年11月30日）（金曜 19:40頃）
- 身近に知っておきたい病気のこと（ - 2018年12月7日）（金曜 19:40頃）
- 就職戦士ブンナビ!（2019年3月中の水曜 19:40頃）

4月改編以降、6月までは「文化放送ライオンズナイター」の関係で、曜日・時刻を変更して継続。
- 市橋有里 ENJOY! ヘルシーライフ（火 - 金曜 20:40頃）